# Fernando Fiorillo
Fernando Fiorillo De la Rosa (Soledad, 23 novembre 1956) è un ex calciatore colombiano, di ruolo centrocampista.

## Carriera

### Club
Ha giocato nella massima serie del campionato colombiano con Atlético Junior, Independiente Medellín e Atlético Bucaramanga.

### Nazionale
Ha preso parte alla Copa América 1983.